# Oceania Rugby Women's Championship 2016
El Oceania Rugby Women's Championship del 2016 fue la primera edición del torneo femenino de rugby.
El campeón clasificó al repechaje intercontinental clasificatorio a la Copa Mundial Femenina de Rugby de 2017, enfrentándose a la selección de Hong Kong.
El campeón fue la selección de Fiyi, quienes obtuvieron el primer título en la competición.

## Equipos participantes
- Selección femenina de rugby de Fiyi
- Selección femenina de rugby de Papúa Nueva Guinea

## Resultados
| 5 de noviembre | Fiyi | 37 - 10 | Papúa Nueva Guinea | ANZ National Stadium, Suva |  |

| Bandera de Fiyi |
| Campeón Fiyi    |
| Primer título   |